# Miandoab, Shahin Dezh e Takab (circoscrizione elettorale)
La Circoscrizione di Miandoab, Shahin Dezh e Takab è un collegio elettorale iraniano istituito per l'elezione dell'Assemblea consultiva islamica. 

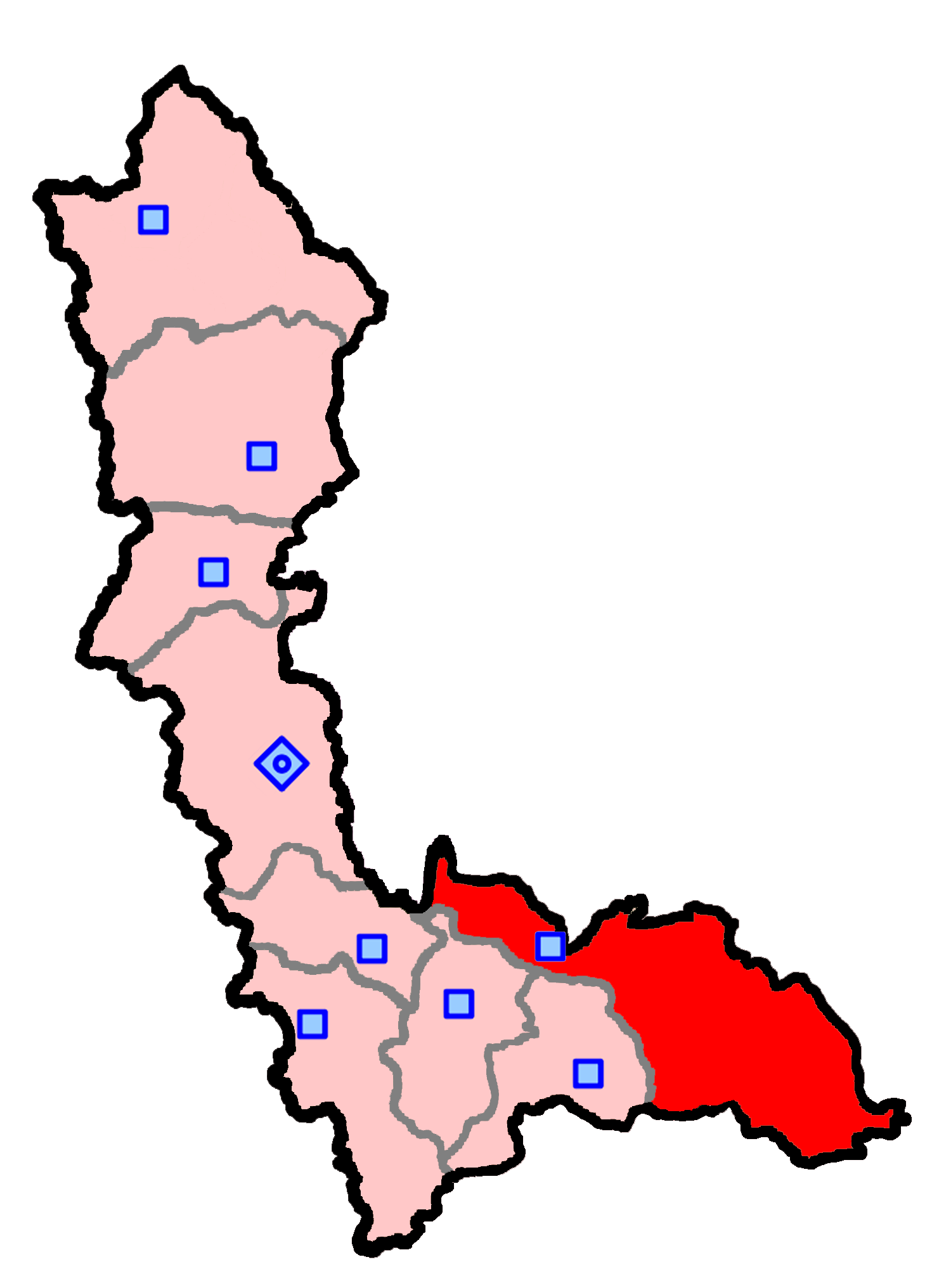
La circoscrizione di Miandoab, Shahin Dezh e Takab, all'interno dell'Azerbaigian Occidentale

## Elezioni
Durante le Elezioni parlamentari in Iran del 2012 vengono eletti Mehdi Isazadeh (già eletto durante le elezioni del 2008) e Jahanbakhsh Mohebbinia.
Alle Elezioni parlamentari in Iran del 2016 vengono invece eletti Homayun Hashemi e Jahanbakhsh Mohebbinia.